# Russian Standard (Wodka)

Das Logo der Wodkamarke

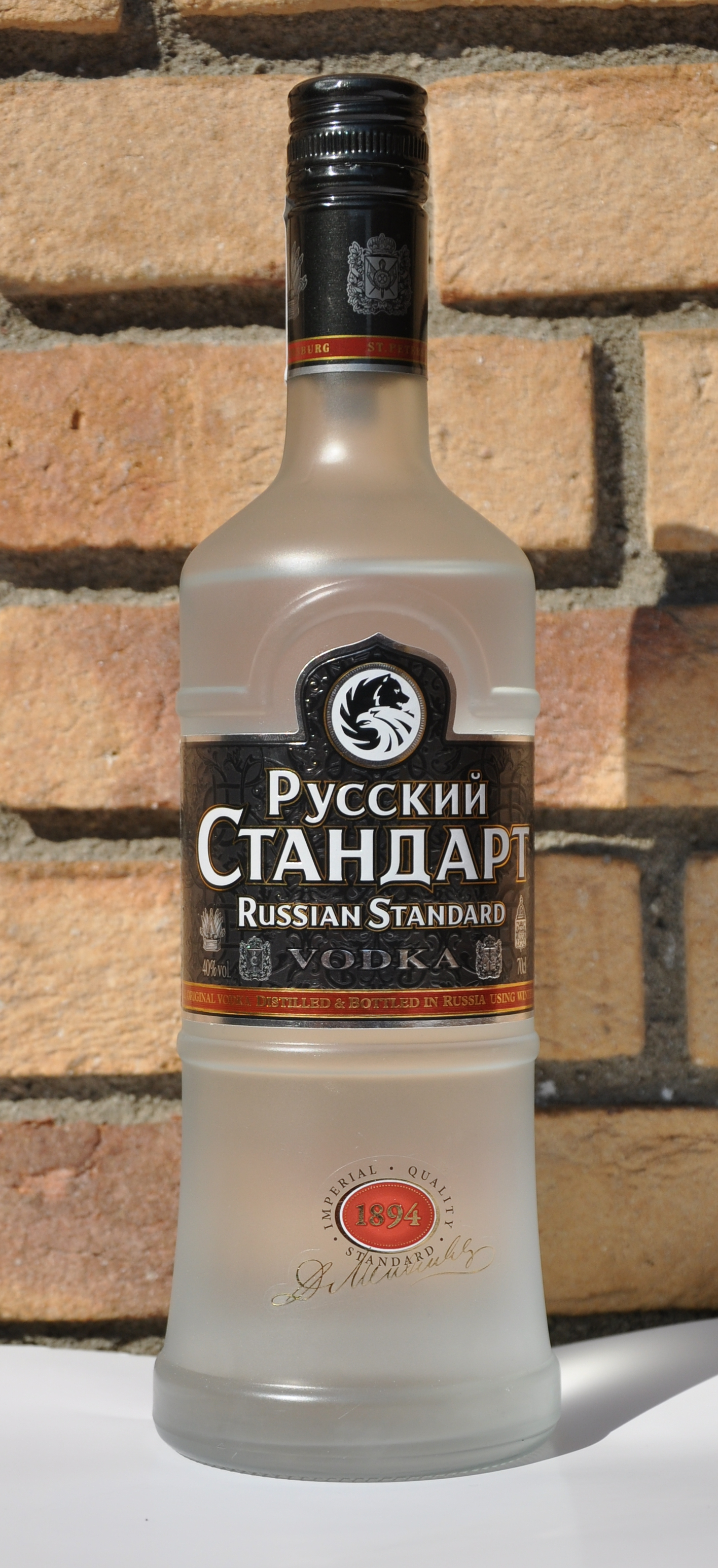
Flasche Russian Standard

Russian Standard (russisch Русский стандарт, transkribiert Russkij standart, deutsch: russische Standarte) ist ein Unternehmen mit Sitz in Sankt Petersburg, welches unter gleichem Namen verschiedene Wodka-Marken produziert und vertreibt.

## Geschichte
Im Jahre 1992 gründete der Oligarch Rustam Tariko in Sankt Petersburg das Unternehmen Russian Standard. Der gleichnamige Wodka wurde 1998 eingeführt. Mit 67 Prozent Marktanteil war Russian Standard bereits im Jahr 2006 Marktführer im Premiumsegment in Russland. Im Dezember 2006 kaufte Rustam Tariko für 2,2 Millionen Euro die Domain „www.vodka.com“ von einem Unbekannten. Er bezahlte damit eine der zu diesem Zeitpunkt höchsten bekannten Summen für eine Domain.
Tarikos Roust Corporation übernahm im Jahr 2013 den Spirituosenhersteller Central European Distribution Corporation (CEDC) und besitzt nunmehr weitere Wodkamarken, wie den seit 1998 produzierten russischen Wodka Зелёная Марка (Green Mark) und den polnischen aromatisierten Wodka Żubrówka. Auf dem deutschen Markt wurden diese Wodkas von der Hamburger Borco-Marken-Import vertrieben. 2022 wurde zunächst die Vermarktung, dann auch der Import von Russian Standard nach Deutschland aufgrund von Sanktionen eingestellt. In Russland selbst und auch anderen Ländern, z. B. Österreich, ist die Marke weiterhin erhältlich.